# FreeBSD
FreeBSD je prosto dostopen odprtokodni operacijski sistem, ki izhaja iz BSD Unix kulture. Temelji na 386BSD in 4.4BSD. Glavni podprti arhitekturi sta 64-bitna x86 in ARMv8, slabše podprte pa so 32-bitna x86, druge ARM ter MIPS, PowerPC in RISC-V arhitekture.
V nasprotju z Linuxom, kjer ena skupina razvija jedro, drugi (projekt GNU) uporabniške pripomočke (lupina, osnovni ukazi ipd.), spet tretji pa vse skupaj zapakirajo v distribucije, se pri FreeBSD operacijski sistem razvija kot celota, njegova izvorna koda je na voljo v enem sistemu za nadzor različic (CVS). Tudi to je eden od razlogov, da FreeBSD velja za zelo učinkovitega, zanesljivega in
robustnega. Tako se na Netcraftovi Arhivirano 2011-07-21 na Wayback Machine.
lestvici neprekinjenega delovanja spletnih strežnikov pojavlja kot edini prost operacijski sistem.

## Zgodovina in razvoj
Razvoj FreeBSD se je pričel leta 1993 na predelavi izvorne kode 386BSD. Zaradi vprašljivosti dovoljenja nekaterih delov te izvorne kode so različico 2.0, ki je izšla januarja 1995, v veliki meri prenovili in je temeljila na 4.4BSD-Lite Univerze Kalifornije v Berkeleyju.
Trenutno zadnja različica je 13.1-RELEASE, ki je izšla maja 2022. Pri stabilnih različicah njeni številki sledi še besedica -STABLE. Različice, ki se končajo s -CURRENT, vsebujejo nove značilnosti in so namenjene preizkušanju. Novosti, ki se izkažejo za stabilne in zrele, so kasneje
vključene v -STABLE.
Veja 5.x in novejše vsebuje številne novosti, večinoma tiste s področja varnosti. Ravno s tem namenom je bil ustanovljen projekt TrustedBSD, od koder je FreeBSD prevzel mehanizem MAC (mandatory access control - obvezen nadzor dostopa) ter datotečna sistema ACL (Access Control Lists) in UFS2. Podpira tudi šifrirane datotečne sisteme (sistem GDBE), izboljšano
večprocesorsko delovanje in rešitev KSE za nitenje v razmerju m:n med jedrom in uporabniškim novojem. Knjižnica s to rešitvijo je od različice 5.3 dalje privzeta.

## Ports
Sistem ports omogoča pregledno nameščanje programske opreme, ki so jo priredili za ta operacijski sistem. V imeniški hierarhiji so datoteke Makefile, tako lahko nameščamo in odstranjujemo programe z ukazom make. Za vsak takšen programski paket skrbi vzdrževalec, ki je odgovoren, da sledi novostim v razvoju tega paketa. Vnaprej prevedeni paketi (angl. »packages«) so običajno na voljo v dveh različicah: za vejo 4.x in za 5.x. Pakete za 4.x je največkrat mogoče namestiti tudi
na sisteme z vejo 5.x.

## Dovoljenje
FreeBSD je izdan pod dovoljenjem BSD (Berkeley Software Distribution), ki
vsakomur dovoljuje uporabo in nadaljnje razpečevanje, dokler se ohranita oznaki o
avtorskih pravicah in dovoljenju BSD. V nasprotju z GPL to ne preprečuje uporabe
in razpečevanja delov kode pod drugimi dovoljenji.

## Hčerinski projekti
Dovoljenje BSD omogoča, da se iz osnovnega FreeBSD izpelje hčerinske projekte. Nekateri izmed njih so:
- GNU/FreeBSD je skupek FreeBSDjevega jedra z orodji projekta GNU. Razvija ga Debian.
- DragonFly BSD se je odcepil od različice 4.8 zaradi nestrinjanja nekaterih razvijalcev z zasnovo veje 5.x.
- FreeSBIE je »živa« distribucija FreeBSD, ki se zažene in deluje s plošče CD. Pripravlja jo skupina italijanskih uporabnikov *BSD.
- Frenzy je podobna »živa« distribucija, namenjena predvsem rusko govorečim uporabnikom. Pripravljajo jo v Ukrajini.
- BSDeviant je še ena »živa« distribucija, ki jo je mogoče spraviti na Mini CD-R.
- PicoBSD se zažene z diskete. Na voljo je več izvedenk za različno strojno opremo.
- Darwin je soroden operacijski sistem, ki se prvenstveno razvija za Applove računalnike in je precej prevzel iz FreeBSD.
- m0n0wall je paket za vdorobrane (požarne zidove) in temelji na FreeBSD